# Eosentomon womersleyi
Eosentomon womersleyi är en urinsektsart som beskrevs av F. Bonet 1942. Eosentomon womersleyi ingår i släktet Eosentomon och familjen trakétrevfotingar. Inga underarter finns listade i Catalogue of Life.